# 9138 Murdoch
9138 Murdoch eller 2280 T-2 är en asteroid i huvudbältet som upptäcktes den 29 september 1973 av den nederländsk-amerikanske astronomen Tom Gehrels och det nederländska astronomparet Ingrid van Houten-Groeneveld och Cornelis Johannes van Houten vid Palomarobservatoriet. Den är uppkallad efter den brittiska författaren Iris Murdoch.
Asteroiden har en diameter på ungefär 3 kilometer.